# Ramal (Metro de Madrid)
El Ramal Ópera-Príncipe Pío del Metro de Madrid (también conocido simplemente como Ramal) es una línea corta que une dichas estaciones, con andenes de 60 m, situadas en el distrito Centro de la ciudad a través de un túnel de 1092 m de vía doble y gálibo estrecho.
Parte de la Plaza de Isabel II y bajo la Plaza de Oriente y los jardines del Palacio Real, llamados del Moro, finaliza bajo el edificio frontal de la antigua Estación del Norte, junto a la Glorieta de San Vicente. Al constar solo de dos paradas, en el ramal únicamente hay dos trenes circulando que se cruzan en el punto medio del recorrido. En la estación de Ópera hay un único andén cuya vía conecta con la de la línea 2, y que se bifurca en el túnel hacia Príncipe Pío, donde hay dos andenes unidos por su extremo terminal. Sin embargo, solo una de las vías y su andén es utilizable, mientras que la otra vía se utiliza como cochera para estacionar el convoy. La línea estuvo cerrada desde el 15 de mayo hasta el 30 de agosto de 2010 por obras de mejora en el túnel y en sus instalaciones, incluyendo la reelectrificación a 1500 Vcc.

## Historia
Se abrió al público el 27 de diciembre de 1925, con su actual trayecto entre la Plaza de Isabel II y la Glorieta de San Vicente, como ramal de la línea 2 para conectar el centro de la ciudad con la entonces Estación del Norte, una de las principales vías de comunicación de la capital con el norte y oeste de la península. Al estar situada la estación en la ribera del río Manzanares, el ramal salvaba un desnivel importante entre esta y el centro de la ciudad que suponía la cuesta de San Vicente.
Tras la proclamación de la Segunda República el 14 de abril de 1931, las nuevas autoridades aprobaron por Decreto de 20 de abril la supresión de todas las denominaciones que hicieran referencia a la Monarquía. Por ello, el 24 de junio, la estación de Isabel II pasó a denominarse Ópera. Ese mismo año, la plaza también cambió su nombre por Plaza de Fermín Galán, uno de los militares responsables de la fallida sublevación de Jaca, que trató de derrocar al rey Alfonso XIII en 1930. El 5 de junio de 1937 la estación volvió a modificar su nombre a Fermín Galán, a propuesta del Ayuntamiento para que coincidiera con el nombre de la plaza. Sin embargo, el establecimiento de la dictadura de Francisco Franco, tras la derrota de las fuerzas republicanas en la Guerra Civil, supuso un nuevo cambio en las denominaciones de lugares como vías públicas y estaciones. Por ello, en 1939 la plaza volvió a denominarse Plaza de Isabel II, y la estación de metro recuperó el nombre de Ópera, que se mantiene desde entonces.
Debido a la ampliación de la línea 6 que supuso su conclusión como línea circular, en mayo de 1995 la Estación del Norte fue unida a la línea, cambió su denominación por Príncipe Pío (por el monte situado tras la estación), y se remodeló y amplió, dotándola de un nuevo trasbordo con la línea 10 bajo los andenes del ramal, y facilitando la correspondencia con la red de Cercanías Madrid mediante un nuevo vestíbulo. En 2007 se abrió en el antiguo patio de la estación el nuevo intercambiador.

## Recorrido

Recorrido del Ramal.

El Ramal es una línea corta cuya única utilidad es la de facilitar los transbordos entre las líneas con las que conecta en sus dos estaciones. Conecta con:
- Líneas 2 y 5 en la estación de Ópera.
- Líneas 6 y 10 en la estación de Príncipe Pío.
- Cercanías Renfe en la estación Príncipe Pío.
- Autobuses interurbanos del corredor 5 en la estación Príncipe Pío.

## Material móvil
Al tener su única conexión de vías con la línea 2, el material móvil que utilice el Ramal depende del que utilice esa línea. A partir del 30 de agosto de 2010, tras la reforma del Ramal y la línea 2, dejaron de circular los trenes de la serie 2000 para circular únicamente trenes de la serie 3000, que son los que prestan servicio en la actualidad.

## Estaciones
| Estación     | Acc. | Enlaces | Apertura                | Distrito        | Esquema de vías | Notas                                                                          |
| ------------ | ---- | ------- | ----------------------- | --------------- | --------------- | ------------------------------------------------------------------------------ |
| Ópera        |      |         | 27 de diciembre de 1925 | Centro          |                 | Anteriormente Isabel II (1925-1931) Ópera (1931-1937) Fermín Galán (1937-1939) |
| Príncipe Pío |      |         | 27 de diciembre de 1925 | Moncloa-Aravaca |                 | Anteriormente Estación del Norte (1925-1995)                                   |